# My Dearest Nemesis
My Dearest Nemesis (hangeul : 그놈은 흑염룡 ; RR : geunom-eun heug-yeomlyong ; MR : Kŭnomŭn hŭkyŏmnyong ; litt. « ce type est un dragon à flamme noire ») est une série télévisée sud-coréenne créée par[Qui ?] et diffusée depuis le 17 février 2025 sur le réseau tvN.
Il s'agit de l'adaptation du webtoon éponyme de Hye Jin-yang

## Synopsis
Pendant sa dernière année de lycée, Soo-jeong a rencontré un joueur en ligne, connu sous le nom de « Black Dragon ». Leur complicité a rapidement évolué, et ils ont décidé de se rencontrer dans la vie réelle. Malheureusement, cette rencontre a été un échec cuisant : Son-jeong a découvert que « Black Dragon » n'était pas du tout celui qu'il prétendait, mais un collégien maladroit. Seize ans plus tard, Soo-jeong travaille dans la gestion du grand magasin Yongseong, qui fait face à une restructuration avec l'arrivée de Ban Joo-yeon, l'héritier ambitieux chargé de la planification stratégique. Le choc : Ban Joo-yeon est en réalité « Black Dragon », et Soo-jeong lui en veut toujours. Leur passé va-t-il resurfacer pour les hanter, ou parviendront-ils à résoudre leurs différends et peut-être à trouver l'amour ?

## Distribution

### Acteurs principaux
- Moon Ga-young : Baek Soo-jeong
- Choi Hyun-wook : Ban Joo-yeon
  - Moon Woo-jin : Ban Joo-yeon, jeune
- Im Se-mi : Seo Ha-jin
- Kwak Si-yang : Kim Shin-won

### Acteurs secondaires
- Ban Hyo-jung : Jeong Hyo-seon
- Ko Chang-seok : Baek Won-seop
- Kim Young-ah : Kwon In-kyeong
- Son Sang-yeon : Baek Soo-bin
- Kim Woo-gyeom : Yang Joon-soo
- Lim Young-joo : Choi Na-na